# Phantom of the Theatre
Phantom of the Theatre (chinês tradicional: 魔宫魅影, pinyin: Mo Gong Mei Ying) é um filme de horror de 2016 de Hong Kong.
O filme retrata uma história que aconteceu na voluptuosa Xangai em 1930, o filme retrata a prosperidade e o encanto da cidade em sua época de pico, com características distintas e uma irrepreensível interpretação de humanidade.
O filme foi dirigido por Raymond Yip e estrelou Ruby Lin, Tony Yang, Simon Yam e Huang Lei, lançado em 29 de abril de 2016 na China.

## Sinopse
O filme retrata um teatro assombrado por espíritos vingativos de uma trupe de artistas assassinadas em um trágico incêndio há 13 anos, que aguarda o show de reinauguração do teatro palaciano para fazer novas vítimas.

## Elenco
- Ruby Lin como Meng SiFan
- Tony Yang como Gu Wei Bang
- Simon Yam como Gu Ming Shan
- Huang Hung como Forensic Pathologist
- Jing Gangshan
- Huang Lei
- Zhang Zifeng
- Meng Yao
- Li Jing
- Wu Xu Dong

## Produção
O elenco do filme é composto por Ruby Lin, Raymond Yip, e Manfred Wong. Esta é a terceira vez que os três co-estrela em filmes de terror. As filmagens iniciaram em 13 de janeiro de 2015 em Xangai.